# Courtier (France)
Pour les articles homonymes, voir Courtier (homonymie).
 (mars 2015).
Si vous disposez d'ouvrages ou d'articles de référence ou si vous connaissez des sites web de qualité traitant du thème abordé ici, merci de compléter l'article en donnant les références utiles à sa vérifiabilité et en les liant à la section « Notes et références ».
En droit français, le courtier est le professionnel effectuant l'activité de courtage. Son action consiste à servir d'intermédiaire dans une transaction entre un vendeur et un acheteur, dont il est à tout moment indépendant. La transaction peut porter sur toute opération d'achat ou de vente de marchandise ou de prestation de service. Un métier émergent avec le Web2.0 est celui de courtier en données, lié au marché de la publicité en ligne et du big data.
Le métier de courtier existe dans de nombreux autres pays, et y est différemment réglementé, notamment afin de protéger les intervenants sur le marché concerné.
Par extension, courtier désignait avant 1945 toute personne ayant un sens aigu du rôle diplomatique, ; dans ce sens, le mot de médiateur est préférable.

## Étymologie et histoire
Le mot Courtier est emprunté à la langue occitane: corratièr, mot composé du radical córrer (verbe courir - le courtier servant d'intermédiaire entre l'acheteur et le vendeur) et du suffixe -atier, très fréquent en occitan. Celui-ci ayant pour racine latine le verbe currere, forme intransitive : courir, accourir, s'empresser, se hâter, forme transitive : parcourir, traverser.
Une des premières documentations françaises écrites de son utilisation remonte à 1248 : le Cartulaire de Ponthieu,, nommé aussi Terrier du comté de Ponthieu évoque les activités de « courratage » auxquelles les corporations d'artisans doivent recourir du fait de leur manque de connaissances. C'est à partir de 1358 que le mot devient également « couratage », « courtage », les formes du mot déclinées en coul-, coultage étant d'origine flamande. L'histoire du droit, celle du commerce et celle de la navigation font souvent références aux courtiers en vin, en huiles, en blé, en chevaux, en soies, etc.
L'activité de courtier est reconnue par l'Académie française dès 1694.

## Description générale

### Accès au métier
Diplôme de niveau bac + 2 à bac + 5 ; écoles de commerce ou de gestion, écoles d'ingénieurs, formation technique supérieure dans le secteur où s'exerce le métier

### Statut juridique
Le courtier est un intermédiaire commerçant, chargé de mettre en rapport un fournisseur (qualifié de donneur d'ordres) et un client susceptible d'acquérir ses produits.
Le courtier peut être indépendant, ou salarié d'une entreprise de courtage.

### Activités communes (cœur de métier)

#### Analyse du marché
- Recenser les demandes des acheteurs et des vendeurs.
- Développer une activité de veille produits (intérieur, européen ou mondial).
- S'informer et suivre les cours pratiqués, à l'achat, à la vente, sur les différents marchés.

#### Prospection
- Prospecter des clients, acheteurs ou vendeurs potentiels.
- Recenser les ordres d'achats et les offres de ventes.
- Recueillir les demandes des clients.

#### Conseil
- Conseiller les clients en fonction de sa connaissance « experte » du marché.
- Favoriser la mise en relation entre vendeur et acheteur.

#### Intermédiaire
- Suivre les conditions générales et particulières (prix, volume, mode de paiement…)
- Constater l'accord parfait des parties et la formaliser.

#### Notaire
- Met en forme la procédure de la confirmation de l'accord dont il a été témoin.

#### Médiateur
- Effectuer la gestion du contrat : vérifier que les clauses sont respectées, les délais de livraison, etc.
- Assurer une gestion des litiges (médiateur agréé).

#### Activités spécifiques
- Les experts en bois, agricoles, viticoles, etc. peuvent avoir une fonction de conseil technique auprès d'un vendeur ou auprès d'un acheteur.

### Évolution des modes opératoires, informatisation, et prospective
Dans les marchés financiers le courtage était autrefois une activité fondamentale, qui tend cependant à constamment régresser au profit de simples prestations de services informatiques même si, grâce aux taux de croissance annuels à deux chiffres des volumes traités sur les marchés, le secteur n'est pas exactement sinistré.
Dans un marché organisé le courtier a généralement été transformé en simple opérateur de saisie : il entre les ordres de ses clients dans le système informatique de la Bourse. Sur les marchés de gré à gré, il met en relation deux de ses clients. Dans les deux cas, il est rémunéré en fonction du volume ou de la valeur nominale de la transaction. Il doit donc avoir une vue précise de son marché et savoir à qui s'adresser pour conclure une affaire. Il ne précise généralement pas l'identité de son client avant l'accord final sur l'opération, et encore, uniquement si le courtier n'est pas ducroire. Les contreparties bénéficient d'une certaine discrétion.
L'avènement des technologies de communication électronique (Internet et réseaux propriétaires) a bouleversé le courtage et en particulier le métier de trader ; les courtiers n'ont souvent plus de contact direct : la plupart des opérations liées au courtage sont automatisées ou automatisables. Cependant, lorsqu'un marché nécessite un véritable travail de recherche d'intérêts et de négociations, l'activité de courtage s'effectue encore par téléphone.
Un courtage en brevets et/ou technologies (technology broking) est né de la multiplication des technologies, des spécialisations techniques et scientifiques de plus en plus pointues, ainsi que de la pléthore de brevets ; il pourrait évoluer dans le cadre de la société de la connaissance et du big data, par exemple vers un « courtage de la connaissance » (knowledge brokage) et de la donnée, voire d'objets et d'environnements virtuels, au service notamment d'une demande de « savoir recombinant » (recombinant knowledge). En effet dans un monde de plus en plus complexe, même face à l'open data, le rôle des intermédiaires pourrait être amené à se développer, mais avec le développement l'intelligence artificielle et des assistants personnels dits "intelligents", mais à long terme, une partie des activités de ce type pourraient aussi être effectuée par de simples logiciels via une sorte de self-service global[pas clair].

### Un cas particulier: le courtier assermenté

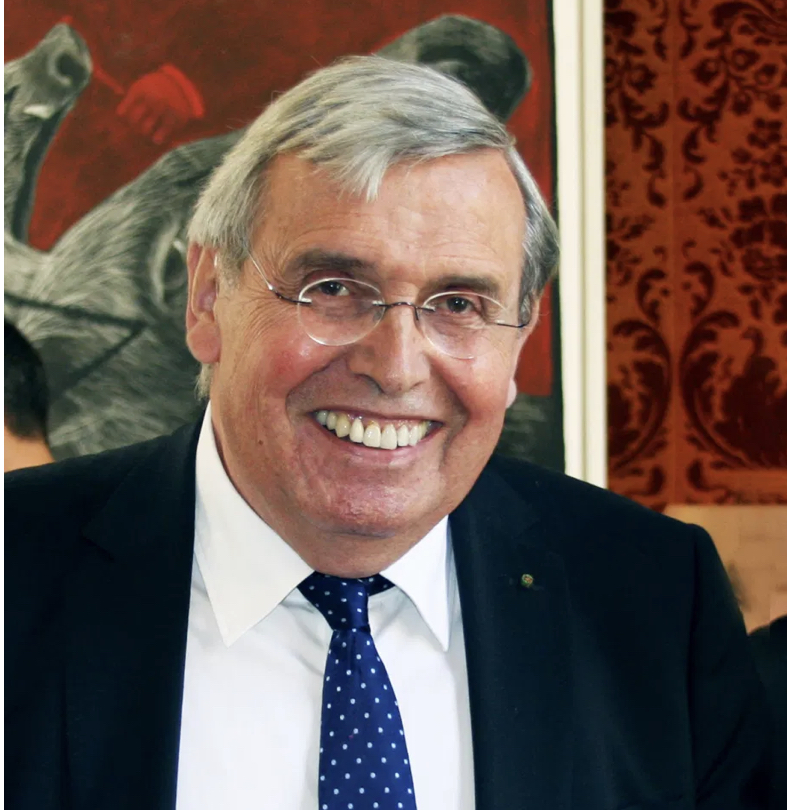
Jean-Louis Morlot (1952-2020), président d’honneur des Courtiers de Marchandises Assermemtés

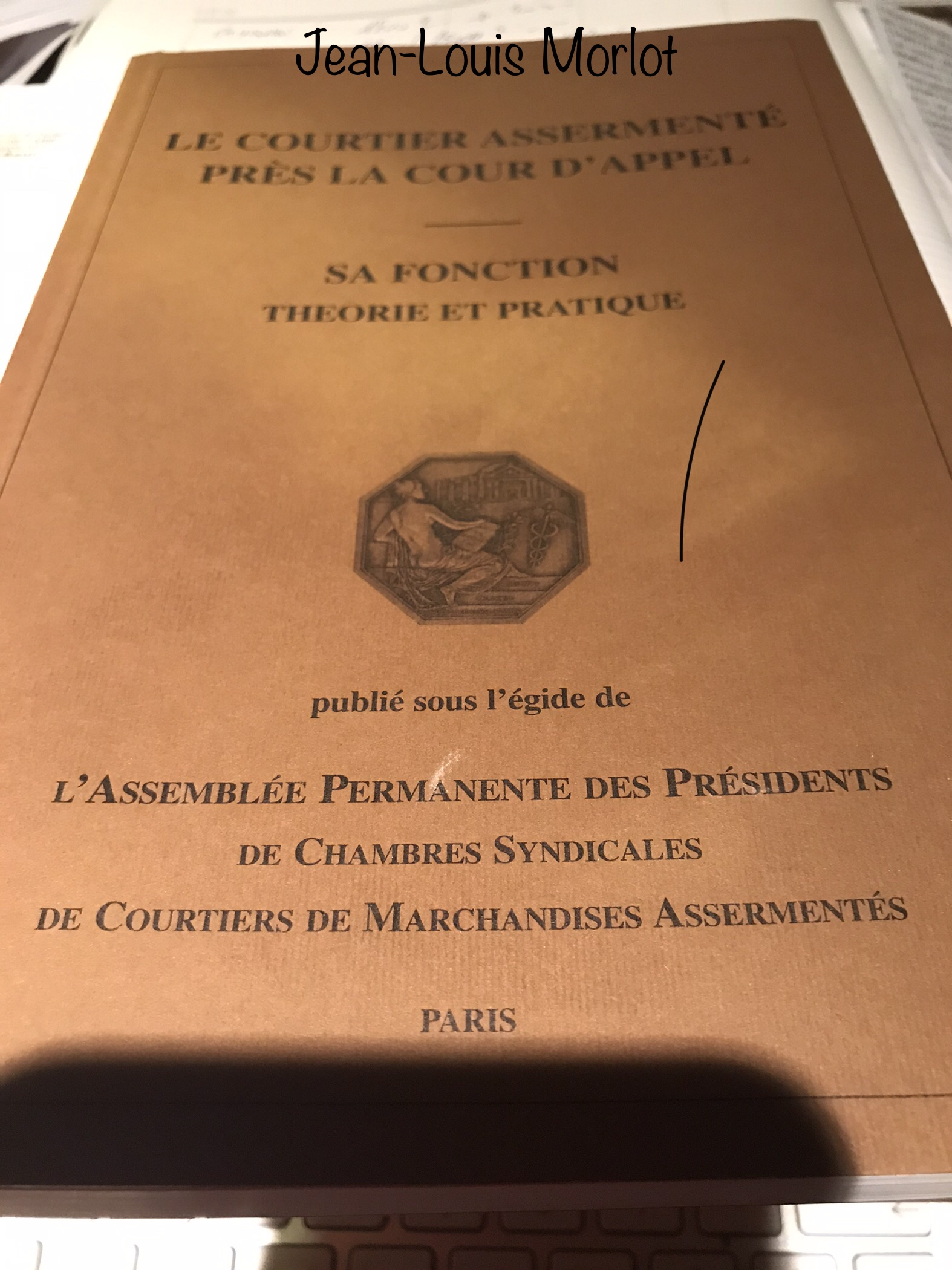
Vade-Mecum du Courtier de Marchandises Assermenté.

En France, la loi no 2011-850 du 20 juillet 2011 vient de modifier ce métier (le courtier n'est plus officier public mais seulement assermenté auprès d'une cour d’appel, il n'a plus le monopole des ventes de marchandises en gros, il peut exercer dans une société commerciale, il sera doté à l’avenir d’une nouvelle instance représentative, le Conseil national des courtiers de marchandises assermentés).
Dans certaines branches, le courtier est à la fois un commerçant et un officier public, auxiliaire de justice. Pour cette raison, il doit être assermenté par le droit français.
En tant que courtier, il met en relation des vendeurs avec des acheteurs de marchandises, joue les intermédiaires dans les conditions de l'affaire et la conclut entre eux, puis veille à sa bonne exécution.
En tant qu'officier public, le courtier assermenté est habilité par les textes légaux (décret du 19 août 1994) à remplir certaines missions d'intérêt public en raison de sa compétence et de son honorabilité et notamment :
- effectuer les ventes aux enchères publiques, volontaires et judiciaires de marchandises, conformément aux textes régissant ces opérations ;
- constater officiellement le cours des marchandises ;
- procéder à l'estimation des marchandises dans les magasins généraux ;
- intervenir dans le cadre d'expertises amiables ou judiciaires.

En effet, le courtier assermenté connaît bien le cours et la valeur des marchandises. En rapport permanent avec les commerçants, négociants et coopératives de producteurs, industriels de l'agroalimentaire ou de la filière forêt-bois, confident de leurs tractations et de leurs besoins, il a une parfaite connaissance des marchés nationaux, communautaires et internationaux.
L'activité des courtiers assermentés, au niveau individuel ou au sein des compagnies régionales et de l'assemblée permanente nationale à Paris, s'effectue en étroite liaison avec divers organismes, notamment les cours d'appel, les tribunaux de grande instance, les tribunaux de commerce, les diverses chambres arbitrales, les chambres de commerce et d'industrie, les bourses de commerce, les offices nationaux tels que l'ONIC ou l'ONIVIT et la Commission de conciliation et d'expertise douanière.
Ils sont reconnus comme étant les agents économiques le mieux au fait des exigences et des conséquences du développement des transactions commerciales puisqu'ils y contribuent largement.
Le courtier assermenté intervient dans toutes les missions auxquelles sa compétence le destine. Les cours d'appel, les tribunaux de grande instance, les tribunaux de commerce reconnaissent les courtiers assermentés près de leur juridiction comme étant les spécialistes susceptibles de mieux connaître les éléments nécessaires à une bonne justice et les nomment en qualité d'experts dans le cadre de litiges où la juridiction concernée a besoin d'un technicien de haute qualification pour éclairer les magistrats avant de prononcer le jugement, avec pour mission :
- de constater l'état de la marchandise incriminée ;
- d'évaluer les dommages et pertes en cas d'avarie survenue notamment au cours du transport maritime ou terrestre ;
- de rechercher l'origine et les causes des dommages constatés ;
- de fournir aux tribunaux toutes indications utiles leur permettant de déterminer les responsabilités ;
- enfin de réaliser la vente des marchandises faisant l'objet de litige.

Ils sont souvent appelés pour des expertises amiables entre expéditeurs et destinataires de toutes marchandises en cas de contestations diverses. Ils établissent alors un rapport pour valoir ce que de droit. Enfin, les courtiers assermentés sont compétents pour effectuer les « inventaires » dans le cadre de procédures collectives selon l'article 27 du décret du 25 janvier 1985 et 51 du décret du 27 décembre 1985.
Le décret du 19 août 1994 dispose qu'en application de l'article 12, « les courtiers assermentés délivrent des certificats de cours des marchandises lorsque ceux-ci ont été constatés dans les conditions prévues à l'article 11 du décret du 19 août 1994 ».
Dans le cas contraire, ils établissent des attestations de prix indiquant, sous leur responsabilité, le prix pratiqué pour une marchandise à la date et au lieu déterminés.

## Branches
- Si vous ne connaissez pas le sujet, laissez ce bandeau (vous pouvez alors contacter les auteurs).
- Si vous supprimez le contenu mis en cause (vous pouvez préalablement contacter les auteurs),

argumentez précisément cette suppression dans la page de discussion
(un manque de référence n'est pas un argument ; une recherche réelle de référence doit avoir été effectuée, être formellement documentée).

### Opérations de crédits
Le courtier en crédits est l'un des statuts d'IOBSP (ou IOB), professionnels de la distribution de produits bancaires. C'est un professionnel, indépendant des établissements de crédit, dont il propose les contrats et dont les risques sont gérés par plusieurs établissements avec lesquels il n'a pas de lien capitalistique ni de dépendance.
Le courtage de crédit recouvre les activités de :
- courtage en prêt immobilier,
- courtage en crédit à la consommation,
- courtage en regroupement de crédits.

### Assurances
Dans la distribution d'assurances, le courtier est l'un des statuts d'intermédiaire en assurances (ou IAS), avec l'agent général d'assurances, principalement. Cette activité de commercialisation pure est régie par le Code des assurances et par la Directive sur la distribution d'assurance (DDA ou DIA 2), votée le 24 novembre 2015, applicable en 2018.
Le courtier d'assurances a pour activité de placer auprès des sociétés d'assurances les besoins en assurances de ses clients dont il est mandataire. Le courtier joue également le rôle de conseil, ce qui lui vaut l'appellation de courtier conseil. Contrairement à l'agent d'assurances, le courtier est indépendant vis-à-vis de la société d'assurances.
Il n'est cependant pas rare de voir une même personne être agent d'assurances et diriger une société de courtage.
Le courtier d’assurances a le statut de commerçant. C’est une personne physique ou morale. Il n’est pas lié par une exclusivité contractuelle à une ou plusieurs entreprises d’assurances. Il agit pour le compte de ses clients et, en cas de faute, il engage en principe sa responsabilité professionnelle. Pour vendre des contrats d’assurance, le courtier a l’obligation de souscrire une assurance de responsabilité civile professionnelle et de justifier d’une garantie financière auprès d’une banque ou d’une société d’assurances.
En revanche, au regard du Droit français, l’agent général d’assurances est une personne physique ou morale qui exerce une profession libérale et exerce en tant que mandataire d'une ou plusieurs entreprises d’assurances. Il représente sur le terrain la société d’assurances dont il engage donc la responsabilité. Dans certains cas, l’agent général peut vendre des contrats d’assurance pour le compte d’autres sociétés d’assurances que celles qu’il représente. Il agit alors en dehors de son mandat d’agent général et sous sa propre responsabilité.

### Marchandises
Acteur indépendant (à la différence d'un agent commercial, qui a un contrat avec l'un de ses mandants), il exerce une fonction d'interface ponctuelle, il est rémunéré habituellement par le vendeur sur la base d'une commission de courtage.
Le courtier n'est en aucun cas partie prenante au contrat. Il conduit la négociation et constate l'accord parfait des parties qu'il confirme par oral, puis par écrit. L'emploi s'exerce souvent dans de petites structures (moins de 10 personnes), qui interviennent, par mandat ponctuel allant de quelques minutes à plusieurs mois, pour le compte de clients divers (Acheteur : industriels, exportateurs, etc. ; Vendeur : collecteurs agricoles, industriels, négociants, producteurs, etc.).

### Tourisme et transport aérien
C'est un intermédiaire entre l'offre et la demande, qui cherchera et trouvera la meilleure offre sur le marché. Un courtier en voyages peut intervenir pour le mandant dans de nombreux cas. Que ce soit pour un billet d'avion, un voyage, des vacances, de l'hébergement, ou tout autre type de prestations, le courtier doit pouvoir vous trouver les meilleures offres du marché. De par le maillage de son réseau de contact, le courtier doit vous offrir une garantie morale des produits proposés. Si le courtier en voyages n'est soumis à aucune obligation de résultats, il est, malgré tout, tenu à une obligation de moyens. Il ne prend aucun engagement pour le compte du mandant et n'achète pas les biens ou services en son propre nom.
Pour les affrètements aériens, les courtiers ont un grand rôle, et la grande majorité des affrètements, tant pour le transport de passagers que de fret, est confiée par les clients (agences de voyages, entreprises, entités publiques et parapubliques) à des courtiers spécialisés (ou brokers), qui choisiront la compagnie aérienne et assureront l'interface pour assurer la contractualisation, la préparation et le bon déroulement des vols,.
Le courtier doit conserver toute son indépendance vis-à-vis des différents prestataires auxquels il pourrait faire appel.

### Énergie
Un courtier en énergie accompagne ses clients dans le choix de la meilleure offre de fourniture de gaz naturel ou d'électricité. Il s'agit d'un métier encore peu répandu et non réglementé en France, mais qui existe dans les pays où les marchés de fourniture d'énergie sont ouverts à la concurrence (Royaume-Uni, Australie, Canada, certains états des États-Unis...).

### Maritime
Voir transitaire ou commissionnaire de transport.
À l'origine se trouve le courtier maritime officier ministériel, dont la charge fut abolie en 2001.
Son rôle consiste principalement à réserver une place pour un conteneur auprès des armateurs maritimes, le courtier en affrètement maritime peut aussi s'occuper d'activités annexes (voir paragraphe plus bas), par exemple :
- le côté administratif lié à l'affrètement ;
- le conseil sur les opérations de commerce international liées à l'affrètement : choix de l'incoterm, politique douanière ;
- du fait de sa proximité entre l'affréteur et l'armateur, il peut proposer des services de manutention, post- et pré- acheminement, douane, assurance, etc.

Du fait du concept d'intégration de la chaîne logistique, on assiste à des « généralisations des métiers », c'est-à-dire l'apparition de professionnels qui prennent en charge plusieurs opérations liées au transport et à la logistique. C'est ainsi qu'un courtier peut prendre en charge l'assurance ou un transporteur routier proposer un service de courtage (via un courtier partenaire par exemple).
Du fait de son côté « commissionnaire » (rémunéré par commissions), le courtier est régi par les articles L-131-1 à L-131-9 du code du commerce en France.

### Fluvial
Possède la qualité de courtier de fret fluvial, la personne physique ou morale qui est mandatée pour mettre en rapport des donneurs d’ordre et des transporteurs publics de marchandises par bateau en vue de la conclusion entre eux d’un contrat de transport. L’exercice de la profession de courtier de fret fluvial est subordonné à des conditions d’honorabilité professionnelle, de capacité financière et de capacité professionnelle. Contrairement au commissionnaire, le courtier ne répond ni de la solvabilité de ses clients, ni de l’exécution des contrats passés par
son entremise et son obligation de mandataire n’est qu’une obligation de moyens.

### Marchés boursiers
Le Courtier en bourse est un intermédiaire pour passer des ordres de bourse sur les différents marchés boursiers (Euronext, Nasdaq, Forex...). En France, il est agréé par l'ACPR (Autorité de Contrôle Prudentiel et de Résolution) pour l'activité de RTO (Réception Transmission d'Ordre).
Les courtiers d'Options Binaires sur les valeurs Forex établissent quant à eux un contrat avec le trader, par le biais duquel ce dernier pourra souscrire à un investissement ayant pour objet de prédire l'évolution de la valeur des paires de devises. Attention toutefois, tous les courtiers options ne sont pas habilités à fournir des services d'investissements. Ce milieu présente très peu de courtiers agréés. L'AMF (Autorité de Régulation des Marchés Financiers, France) propose régulièrement une "liste noire" mise à jour des courtiers non habilités à exercer en France.
e-courtier (ecourtier)
Un e-courtier (ecourtier) est un courtier utilisant le canal Internet comme moyen de communication (principal). Indépendant, il (ou la société de courtage) conseille et oriente ses clients vers l'offre, le produit ou le service qui lui convient le mieux, en comparant et négociant pour compte du client auprès de plusieurs partenaires selon le domaine d'activité (compagnies d'assurances, institutions de crédit, banques, etc.).
L'e-courtier (ou ecourtier) dans le domaine de l'assurance est, comme le courtier indépendant classique, agréé par un organisme central.
En Belgique, il s'agit de l'Autorité des services et marchés financiers (FSMA - Financial Services and Markets Authority). Dans le domaine du crédit à la consommation et du crédit hypothécaire, c'est auprès de la FSMA également (depuis 2016).

### Big data, courtage de données
C'est un métier nouveau et encore émergent de l'économie numérique et du Big data. Les cookies devenus omniprésent dans le Web2.0 dans les années 2000 sont massivement utilisés par les GAFAM et l'industrie de la publicité pour le profilage, le ciblage et le « reciblage » (retargeting) des internautes. Les milliards de données issues des cookies font l’objet d’un marché secondaire, où les « courtiers en données » vendent les données collectées en temps réel sur les internautes (et sur leurs réseaux de relations le cas échéant).

### BTP

#### Définition du courtage en travaux
Le courtier en travaux est à la fois :
- un expert en recherche et en sélection d’entreprises du bâtiment pour le compte de ses clients ;
- un expert en recherche et en sélection de clients pour le compte des entreprises.

Le courtier devrait donc être neutre et indépendant vis-à-vis des deux parties. En tant qu’intermédiaire entre le client et les prestataires, le courtier ne travaille exclusivement ni pour l’un ni pour l’autre.
Le courtage en travaux se positionne essentiellement sur le marché de la rénovation. Il n’est pas exclu pour un courtier d’intervenir sur des chantiers de Construction de Maisons Individuelles (CMI) ; les projets de CMI le courtier doit se montrer extrêmement vigilant dans son rôle de conseil car cette activité est régie par la loi (ex : Loi sur le courtage commercial et immobilier de 1990 en Ontario).

#### Histoire contemporaine du courtage en travaux
En France c'est en 1988 qu'est créée la première agence de courtage en travaux [réf. nécessaire]. Le métier est alors en plein développement et de nombreuses enseignes feront leur apparition.
Au Canada, le courtage en travaux nait en 1976 à Sainte-Julie au Québec.
En Belgique, il est difficile de situer l'année de naissance du concept. De nombreux courtiers indépendants en travaux sont actifs de manière complémentaire à leurs autres activités depuis le début des années 2000.

#### Évolution du métier
Depuis la création du concept de courtage en travaux en 1988 avec Point Artisans[réf. nécessaire], l’activité a considérablement évolué. Le métier s’est professionnalisé. Il s'est développé notamment en réseaux de franchises.
Depuis la fin des années 2000, le métier de courtier en travaux se développe également par le biais de courtiers indépendants.
La FFCT[Quoi ?] regroupe des courtiers en travaux indépendants ainsi que des réseaux de franchise. Il existe la FNCT qui cherche également à réunir et à représenter les courtiers. La mission de ces regroupements est d’obtenir la reconnaissance officielle du métier par un code APE, de créer une convention collective, de réglementer l’activité par la création d’une carte d’agent du courtage en travaux, comme c'est le cas pour les agents immobiliers ou les agents d'assurances. En somme, ils visent à la reconnaissance du courtage en travaux dans le milieu du bâtiment et auprès du grand public.

### Vidéographie
- Anton Kreil (2017) Annihilates Retail Brokers and "Trading Educators », mis en ligne par l’ITPM le 15 mai 2017 par Institute of Trading